# 自玉手祭来酒解神社

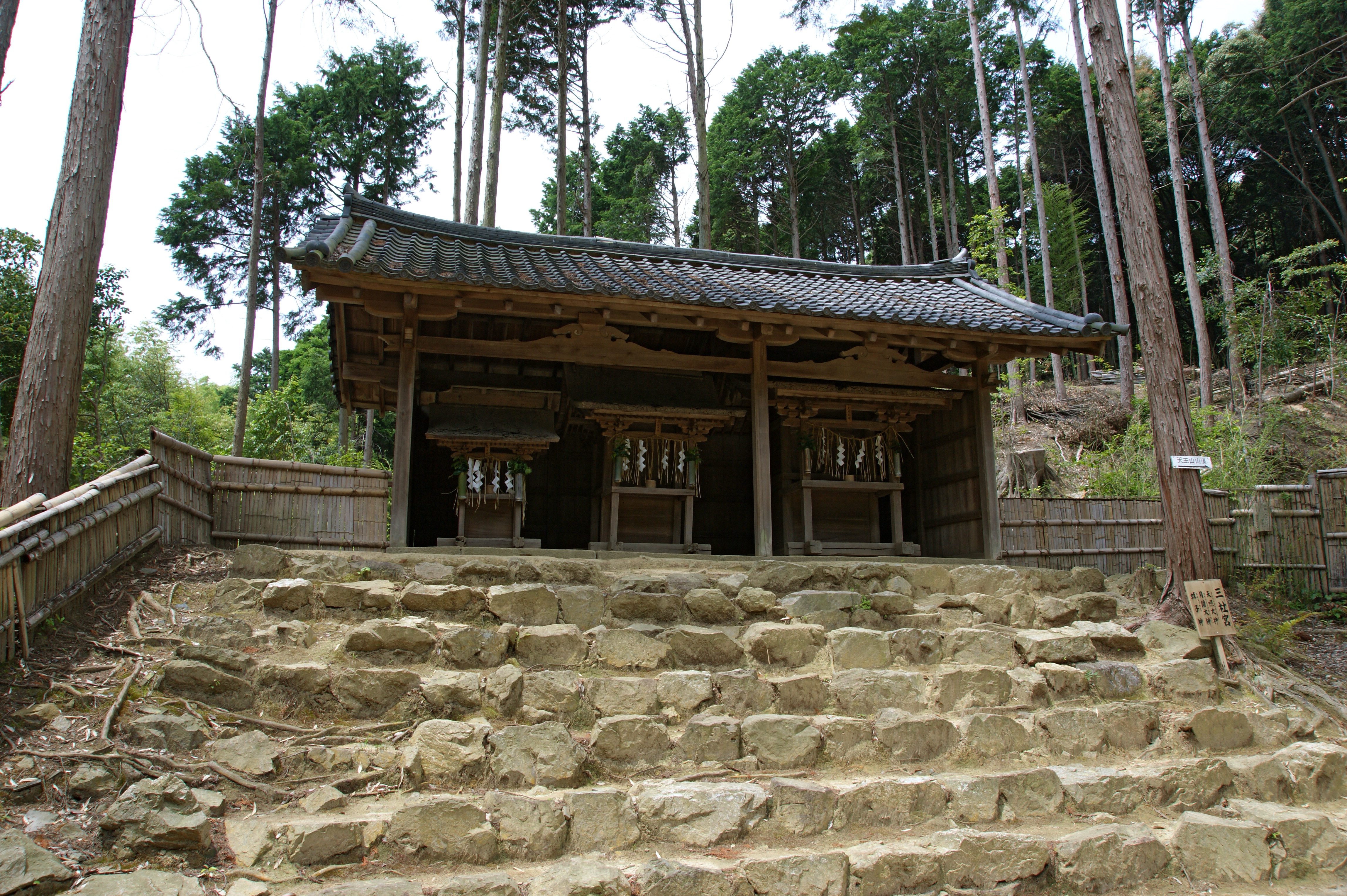
三社宮

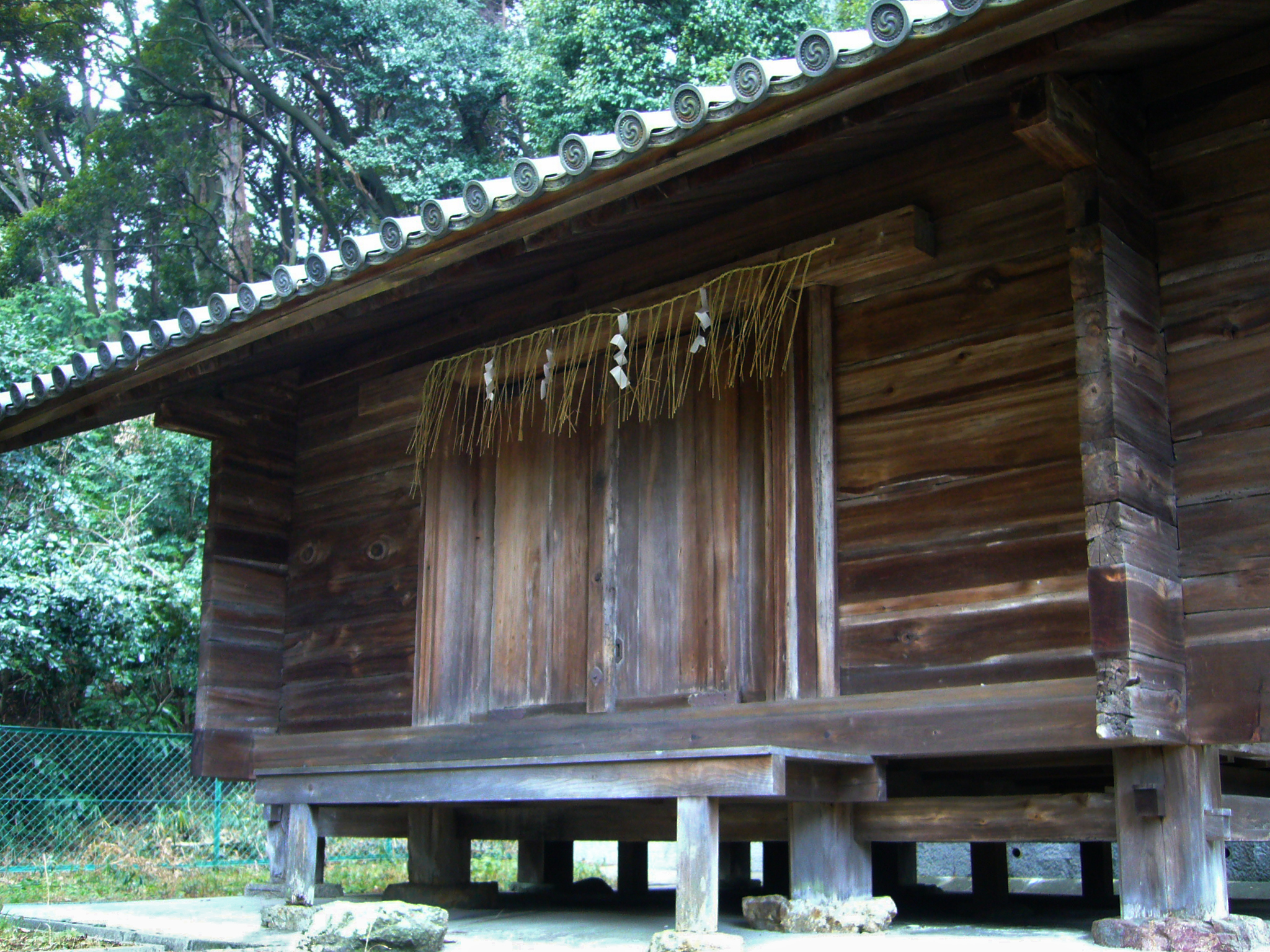
神輿庫（国の重要文化財）

自玉手祭来酒解神社（たまでよりまつりきたるさかとけじんじゃ）は京都府乙訓郡大山崎町にある神社。通称酒解神社（さかとけじんじゃ、さかときじんじゃ）。 天王山の頂上近くに鎮座する。式内社（名神大）で、旧社格は郷社。

## 祭神
大山祇神を主祭神とし、素盞嗚尊を相殿に祀る。
元々の祭神は山崎神・酒解神で、出自は不明であるが橘氏の先祖神であると言われている。素盞嗚尊は、旧天神八王子社の祭神・牛頭天王を、神仏分離にともない改めたものである。

## 歴史
創建の由緒は不詳であるが、養老元年（717年）建立の棟札があることから奈良時代の創建とみられている。旧名を山埼杜といい、現在の離宮八幡宮の地に祀られていた。平安時代の延喜式神名帳には「山城国乙訓郡 自玉手祭来酒解神社 元名山埼杜」と記載され、官幣名神大社に列し、月次、新嘗の幣帛に預ると記されている。
その後、自玉手祭來酒解神社の祭祀は途絶え、明治時代まで所在がわからなくなっていた。現在の自玉手祭来酒解神社は、天王山の頂上近くに中世ごろよりあった天神八王子神（牛頭天王）を祀る「山崎天王社」であった。天王山は元は山崎山と呼んでいたが、当社にちなんで天王山と呼ばれるようになった。明治10年6月、山崎天王社が式内・自玉手祭来酒解神社であるとされ、自玉手祭来酒解神社に改称した。現在の祭神・大山祇神はそのときに定められたものである。
神輿庫は国の重要文化財に指定されている。

## 文化財
- 本殿 - 国の登録有形文化財
- 神輿庫 - 国の重要文化財、鎌倉時代建立の板倉
- 神輿（2基） - 室町時代以前の作

## 摂末社
- 後見社（大己貴命）
- 宮主社（足名稚命、手名稚命）
- 三社宮
  - 天照大神社（天照大神）
  - 月讀社（月讀大神）
  - 蛭子社（蛭子神）
- 厳島社（市杵嶌姫命）

## 行事
- 例祭 - 5月3日 - 5日（神輿の巡行は隔年の5月5日）
- 年越祭 - 12月31日

## 交通アクセス
- 阪急京都線 大山崎駅 徒歩40分
- JR京都線 山崎駅 徒歩40分

## 周辺情報
- 山崎の合戦跡
- 十七烈士の墓
- 離宮八幡宮 （油座）
- 妙喜庵
  - 待庵
- 大山崎山荘美術館
- 大山崎町歴史資料館
- 大念寺
- 山崎聖天
- 宝積寺
- 大山崎瓦窯跡 （国の史跡）
- サントリー山崎蒸溜所